# 航空自衛隊の個人装備

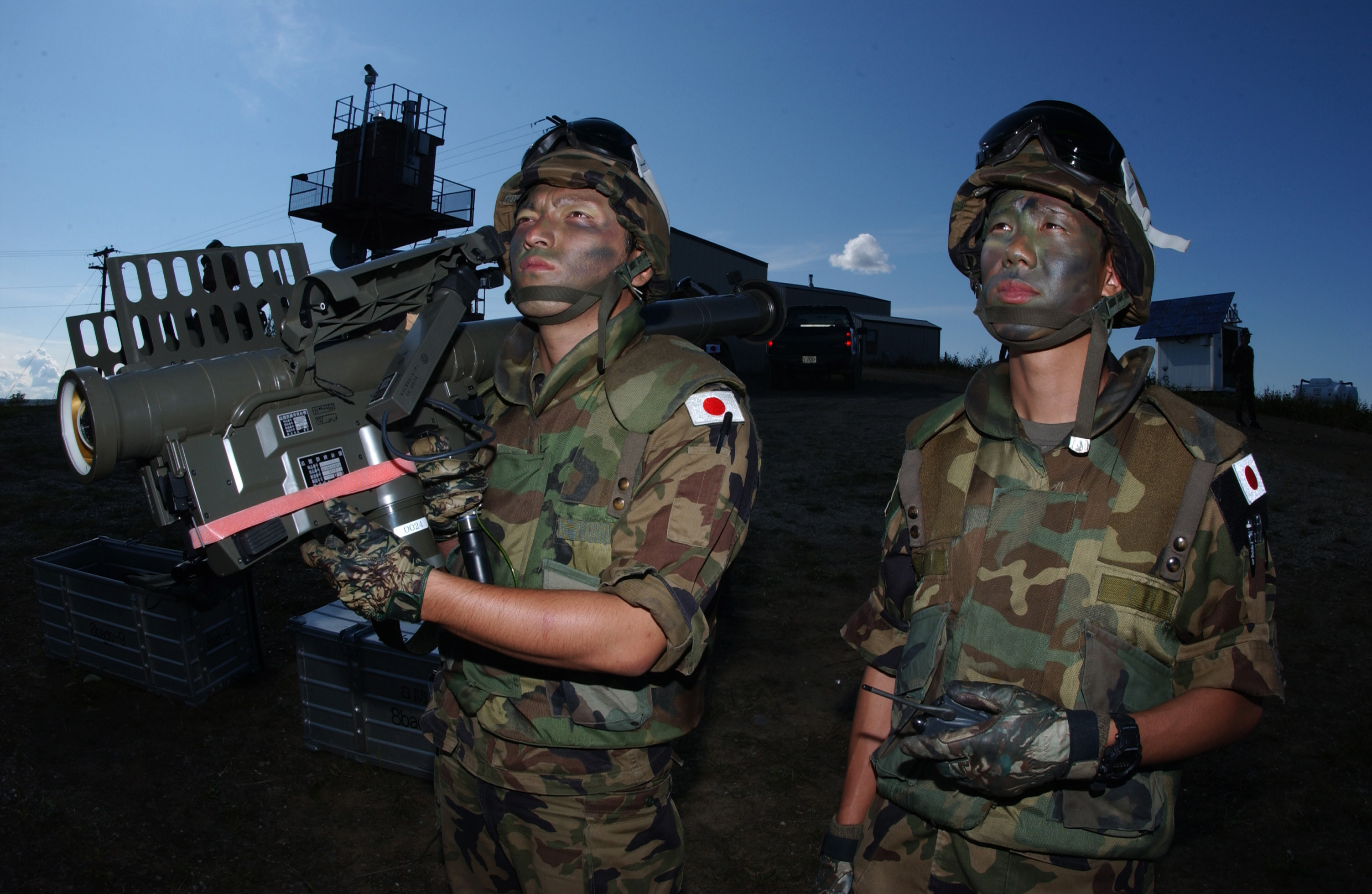
91式携帯地対空誘導弾を構える基地防空隊の隊員。PASGTベストを着用している

航空自衛隊の個人装備（こうくうじえいたいのこじんそうび）では、航空自衛隊の個人装備について記載する。
航空自衛隊では、基地警備隊や高射隊などに戦闘用の個人装備を配備している。火器に関しては陸上自衛隊と同じものを使用しているが、戦闘環境の違いから被服・装具には独自の迷彩が使用されている。
迷彩の分野では、砂漠用やデジタルパターンを自衛隊で初めて採用するなど自衛隊の中でも先駆的である。
近年はゲリラ・コマンド部隊対策や海外派遣が重視されているため、装備の近代化が進んでいる。

## 火器
| 名称                              | 愛称（※は部隊内通称）                       | 画像 | 調達数 | 注釈 |
| --------------------------------- | ------------------------------------------- | ---- | ------ | --- |
| 9mm拳銃                           | ※拳銃、P220                                 |      |        | スイス、SIG社の開発したSIG SAUER P220をライセンス生産したもの 陸海空3自衛隊で共通して採用されている装備の1つ 写真はスイス製P220であり、スライド部分が若干異なる                   |
| 9mm機関けん銃                     | M9（略称）、エムナイン ※サブマシンガン、SMG |      | 266    | 1999年制式採用 9mm拳銃の更新用装備として開発 航空自衛隊の基地警備隊用火器として配備されている                                                                                     |
| 64式7.62mm小銃                    | ※ロクヨン                                   |      |        | 戦後初の国産自動小銃 陸上自衛隊では後継の89式5.56mm小銃に更新されつつあるが、航空自衛隊では配備が始まっておらず依然として主力                                                     |
| 5.56mm機関銃MINIMI                | ※ミニミ                                     |      |        | ベルギーのFN社が開発した分隊支援火器をライセンス生産したもの 基地警備隊やUH-60Jの自衛火器として配備されている                                                                     |
| 12.7mm重機関銃M2                  | ※キャリバー50、重機                         |      |        | 自衛隊創設時から現在に至るも新規調達が続いている長寿装備 近年調達されているものは銃身交換を容易にしたQCB（Quick Change Barrel）仕様（画像下）                                     |
| FIM-92 スティンガー               | スティンガー                                |      |        | |
| 91式携帯地対空誘導弾              | ハンドアロー ※スティンガー、PSAM            |      |        | 日本の東芝が開発した国産の携帯式防空ミサイルシステム（MANPADS） 携行SAMとしては世界初の赤外線画像（IIR）誘導方式を採用 現在は改良型の個人携帯地対空誘導弾（改）（SAM-2B）を調達中 |
| 21.5mm信号けん銃 （53式信号拳銃） | ※53式                                       |      |        | 中折れ単発式 陸海空3自衛隊で共通して採用されている装備の1つ |
| 55式信号けん銃                    | ※55式                                       |      |        | 口径40mmの中折れ単発式 航空機搭載用 陸海空3自衛隊で共通して採用されている装備の1つ                                                                                                |

### 退役
| 名称       | 愛称（※は部隊内通称） | 画像 | 調達数 | 注釈                                                   |
| ---------- | --------------------- | ---- | ------ | ------------------------------------------------------ |
| 11.4mm拳銃 | コルトガバメント      |      |        | アメリカ軍からの供与品で、航空自衛隊発足時から装備。   |
| M1騎銃     | M1カービン            |      |        | アメリカ軍からの供与品で、航空自衛隊発足時の主力小銃。 |
| M1918      |                       |      |        | 2010年代まで武器庫に保管されていたとされる。           |

## 被服
- 制服
冬服・夏服がある。現在、新型に更新中。変更箇所は、色がより深い青に変更され、幹部は腕の裾にワンポイントのデザインがついた。
- 作業服
旧作業服（青緑地）から、新型作業服（グレーを基調としたデジタル迷彩）に更新中、（迷彩ではあるが、航空自衛隊ではあくまでも作業服改である）隊員達から「デジメ」の愛称で呼ばれている。
- 戦闘服（砂漠用）
6Cデザート（チョコチップパターン）を参考にしたタイプ[4]から、3Cデザート（コーヒーステインパターン）を参考にしたタイプに変更された[5]。
- 野戦用迷彩雨具
- 野戦用迷彩外衣
- 空挺迷彩服2型
メディックが地上での活動時に使用する。迷彩は2型と変わらない。
- 一種編上靴
- 二種編上靴
- 空挺用半長靴

## 装具
- 88式鉄帽
陸上自衛隊と違い灰色、砂漠用覆いも存在する。
- PASGTベスト
砂漠用も存在する。
- 戦闘防弾チョッキ
砂漠用も存在する。
- 戦闘防弾チョッキ（付加防護衣、対小銃弾用）
- 防弾チョッキ（一体型）
- 防弾チョッキ3型,空
- 弾帯
砂漠用も存在する。
- 弾帯吊りバンド
- 弾入れ
- 個人用暗視装置
メディックがAN/PVS-7を使用する。基地警備隊も採用しているが機種は不明[6]。
- 00式個人用防護装備
収納袋は灰色。
- 携帯除染器2型

## その他
- 警備犬